# 1558.
◄ | 15. stoljeće | 16. stoljeće | 17. stoljeće | ►
◄ | 1520-ih | 1530-ih | 1540-ih | 1550-ih | 1560-ih | 1570-ih | 1580-ih | ►
◄◄ | ◄ | 1555. | 1556. | 1557. | 1558. | 1559. | 1560. | 1561. | ► | ►►
Arhitektura • Astronomija • Glazba • Kazalište • Kiparstvo • Knjige • Književnost • Kršćanstvo • Medicina • Politika • Pravo • Promet • Slikarstvo • Znanost

## Događaji
- Hrvatsko-dalmatinski i Slavonski sabor spojili su se u jedinstveni Hrvatsko-dalmatinsko-slavonski sabor

## Rođenja
- 21. rujna – Karlo V., karlj i car Svetog Rimskog Carstva, burgundski vojvoda te kralj Italije i Španjolske (* 1500.)
- 17. studenoga – Marija Tudor, engleska kraljica (* 1516.)

## Vanjske poveznice
|  | Zajednički poslužitelj ima još gradiva o temi 1558. |